# Jan Hollan
Jan Hollan (* 3. prosince 1955 Brno) je český astrofyzik a environmentalista. Věnuje se zejména problematice globálního oteplování, světelného znečištění a energeticky úsporných staveb.

## Profesní život
Absolvoval brněnské Gymnázium na tř. kpt. Jaroše a pak obor fyzikální elektronika na Přírodovědecké fakultě UJEP (dnes Masarykova univerzita). Roku 1983 získal titul RNDr. za práci v oboru fyzika plazmatu. Od roku 1980 do roku 2010 působil na Hvězdárně a planetáriu M. Koperníka v Brně. Roku 2009 obhájil disertační práci na téma Pasivní domy a zářivé toky energie v doktorském oboru Fyzikální a stavebně materiálové inženýrství na Fakultě stavební VUT v Brně a získal titul Ph.D. Od roku 2010 pracuje v Ústavu výzkumu globální změny AV ČR. Vedle toho se věnuje také výuce na své alma mater, kde od 90. let vedl semináře či přednášky na různých fakultách na témata Astrofyzika, Fyzikální pozorování, Environmentální aspekty využívání energie a Preventivní lékařství.

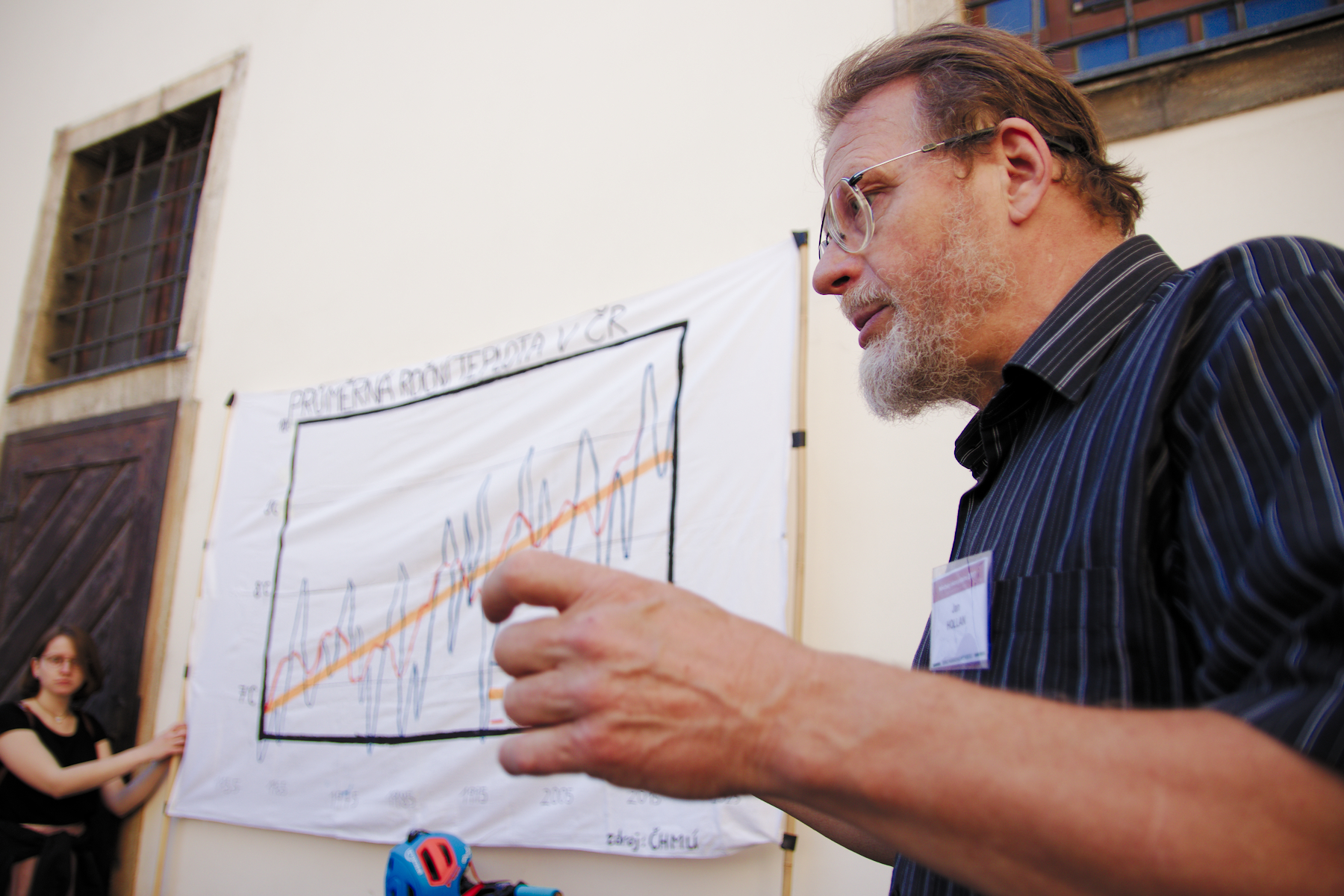
Jan Hollan na akci Fridays for Future, Brno, květen 2019

## Osobní život
Je manželem ekoložky Yvonny Gaillyové, s níž má syny Matěje a Tadeáše. Žije v Brně na Žlutém kopci. Je zapáleným cyklistou a vyznavačem bosé chůze. Zpívá spodní bas v mužském pěveckém sboru Láska opravdivá.

## Politická činnost
V letech 2002 až 2015 byl zastupitelem v městské části Brno-střed, původně za Stranu zelených (jako člen), od roku 2014 za hnutí Žít Brno (jako člen LES). V letech 2014 až 2018 byl i zastupitelem statutárního města Brna.
V komunálních volbách v roce 2022 kandidoval z pozice člena LES na 22. místě kandidátky uskupení „Zelení a Žít Brno s podporou Idealistů“ do Zastupitelstva města Brna, mandát nezískal.

## Ocenění
Je po něm nazvána planetka č. 10581 Jeníkhollan, kterou objevil a pojmenoval Petr Pravec.
Od Mezinárodní asociace pro tmavou oblohu (International Dark-Sky Association, IDA) získal Cenu výkonného ředitele (2002) a Cenu Hoag-Robinson (2003).